# Любче (Луцький район)
Лю́бче — село в Україні, у Луцькому районі Волинської області. Входить до складу Копачівської сільської громади. Населення становить 657 осіб.

## Історія
Село Любче відоме з першої половини XIV ст.
Раніше було містечком Любча — родовим «гніздом» князів Любецьких, гілки роду князів Друцьких.
1487 року Федька Шилович, дочка київського воєводи з роду Юршів, вдова князя Степанського, ймовірно, Михайла, також вдова луцького старости Олізара Шиловича) відступила Любчу з належними селами сестринцеві — князю Роману Васильовичу з князів Любецьких — гілки роду князів Друцьких.
Землі містечка тривалий час належали давнім володарям князям Любецьким, потім переходили до власності їхніх нащадків.
1570 року власником був Миколай Харленський.
Нелегкі життєві шляхи проходило чимало поколінь того мальовничого села.

## Населення
Згідно з переписом УРСР 1989 року чисельність наявного населення села становила 751 особа, з яких 347 чоловіків та 404 жінки.
За переписом населення України 2001 року в селі мешкало 737 осіб.

### Мова
Розподіл населення за рідною мовою за даними перепису 2001 року:
| Мова       | Відсоток |
| ---------- | -------- |
| українська | 99,19 %  |
| російська  | 0,40 %   |
| молдовська | 0,27 %   |
| білоруська | 0,13 %   |

## Церква в с. Любче
Храм УПЦ (МП) св. Іоанна Милостивого. Побудований в 1995 р. на зміну старого храму, побудованого в 1786 р. і який згорів в 1970 р. Настоятель свящ. Сергій Савієвський.

## Городище
Орієнтовно датується Х — XII ст. Має форму неправильного овалу (150 x 100 м). Його північно-західні та південно-східні сторони прямолінійні, а інші — закруглені. Городище укріплене по периметру ровом і валом. Північну половину захищають ще дві линії валів та ровів.

## Мешканці
В селі народився Коровицький Олександр Олександрович (нар. 1944) — український дизайнер одягу і педагог.